# Blues en Andalucía
El blues está fuertemente vinculado al desarrollo del rock en Andalucía, y ha logrado mantener una escena regional propia desde, al menos, 1967. 

## Orígenes
Los primeros grupos de rock progresivo de la escena sevillana, que se suelen situar en el inicio del rock andaluz, eran básicamente grupos de blues-rock, muy influidos por la música británica de mediados de los años 60. Tanto Gong, que aparece en 1967, como Smash (1968) o Green Piano (1969), grabaron singles compuestos por temas blues, todos ellos para el sello catalán "Als 4 Vents". Esta base blues se mantuvo durante la década de 1970, aunque en un nivel oculto debido al peso mediático y musical del Rock Andaluz, que ocupó la historia discográfica de Andalucía, entre 1975 y 1981.

## Los años 80
Con el comienzo de la década de los 80, aparece uno de los grupos emblemáticos del blues-fusión andaluz, Pata Negra, liderada por Raimundo Amador, que había estado en el grupo Veneno y su hermano Rafael. La banda realiza un blues-rock organizado sobre conceptos flamencos, que ya en su primer disco (Pata Negra, 1981) dio un tema de mucha proyección (El blues de los niños). No obstante, será su cuarto álbum, Blues de la frontera, el que marque la cota de lo que ellos llamaron blueslerías (por blues y bulerías).
La aparición de este disco, dio impulso a la escena subterránea del blues andaluz, con el surgimiento de algunas de las bandas señeras del mismo: Caledonia Blues Band, que había sido creada en 1986 por el bajista Juan Arias, el armonicista Mingo Balaguer y el guitarrista Lolo Ortega; Entresuelos, una banda impulsada por Carlos Cepeda; Algeciras Blues Express, etc. La formación de bandas similares en otros lugares de la Comunidad, como Lito Blues Band, en Málaga, o La Blues Band de Granada, en esta ciudad, permitió a la crítica hablar del Guadalssissipi, como referencia al papel esencial de ambos ríos y su relación con el blues. Todo ello, se enmarcaba en un boom del blues a nivel nacional, que dio lugar a la aparición de clubes, revistas y bandas, especialmente en Andalucía, Cataluña y Madrid. A este despegue contribuyó, de forma decisiva, la aparición de sellos discográficos como Cambayá Records, malagueños, especializados en el género.

## Los años 90
En la década de 1990, se consolida la escena de blues andaluz, con la aparición de algunas bandas de interés, entre las que destaca Arrajatabla, una banda de fusión con el flamenco, impulsada por Raimundo Amador y el antiguo guitarrista del grupo Guadalquivir, Luis Cobo, El Manglis, aunque tiene una corta vida. Graban un solo disco, fundamental en la evolución del blues andaluz: Sevilla blues (Fonomusic, 1992). En estos años, se editan también algunos de los discos más interesantes del blues nacional, como Alameda Sessions de Caledonia Blues Band, o Negro en tierra de blancos de la Blues Band de Granada, ambos para el sello andaluz Big Bang, produciéndose además la incorporación a la escena regional de nuevas bandas, como Los Perkins, Southern Cats, Blues Machine (después llamados Blues Blasters), Los Lagartos, Blues de Garrafa... 
Las discográficas andaluzas especializadas en el género, no sólo editan blues hecho por grupos andaluces, sino que atraen a bandas del resto del país: Tonky Blues Band, Victor Aneiros, Graham Foster & Night Train, Ferroblues, Roberto Giménez & Raíles, etc.

## Los años 2000
Con el cambio de siglo, se amortigua un poco la presencia del blues, especialmente tras la desaparición de algunas de las bandas más veteranas, y la crisis de la industria discográfica, que da lugar a la desaparición de los sellos andaluces especializados, sin que aparezcan nuevas bandas o compañías sustitutivas. Sin embargo, se incrementa el peso y proyección de festivales especializados, como el Festival de Blues de Cazorla, el Festival de Blues de Antequera, etc.